# Monica Niculescu
Monica Niculescu (Slatina, Romania, 25 de setembre de 1987) és una tennista professional romanesa.
Ha guanyat tres títols individuals en el circuit de la WTA arribant al 28è lloc del rànquing, però realment ha destacat més en categoria de dobles, on ha guanyat vuit títols, destacant la disputat de la final de Wimbledon 2017 junt a la taiwanesa Chan Hao-ching.

## Torneigs de Grand Slam

### Dobles femenins: 1 (0−1)
| Resultat  | Núm. | Any  | Torneig    | Parella        | Oponents                           | Marcador |
| --------- | ---- | ---- | ---------- | -------------- | ---------------------------------- | -------- |
| Finalista | 1.   | 2017 | Wimbledonn | Chan Hao-ching | Iekaterina Makàrova Ielena Vesninà | 0−6, 0−6 |

## Biografia
Filla de Mihai Niculescu i Cristiana Silvia Niculescu, enginyer i representant de vendes farmacèutiques respectivament. Té una germana més gran, Gabriela, que també va ser tennista professional.

## Palmarès

### Individual: 8 (3−5)
| Llegenda                                  |
| ----------------------------------------- |
| Grand Slam (0−0)                          |
| WTA Tour Championships / WTA Finals (0−0) |
| Premier Mandatory (0−0)                   |
| Premier 5 (0−0)                           |
| Premier (0−0)                             |
| International (3−5)                       |

| Títols per superfície |
| --------------------- |
| Dura (3−4)            |
| Gespa (0−1)           |
| Terra batuda (0−0)    |

| Resultat   | Núm. | Data                   | Torneig                | Superfície | Oponent           | Marcador      |
| ---------- | ---- | ---------------------- | ---------------------- | ---------- | ----------------- | ------------- |
| Finalista  | 1.   | 23 d'octubre de 2011   | Luxemburg, Luxemburg   | Dura (i)   | Viktória Azàrenka | 2−6, 2−6      |
| Finalista  | 2.   | 21 d'octubre de 2012   | Luxemburg (2)          | Dura (i)   | Venus Williams    | 2−6, 3−6      |
| Guanyadora | 1.   | 3 de març de 2013      | Florianópolis, Brasil  | Dura       | Olga Puchkova     | 6−2, 4−6, 6−4 |
| Guanyadora | 2.   | 20 de setembre de 2014 | Canton, Xina           | Dura       | Alizé Cornet      | 6−4, 6−0      |
| Finalista  | 3.   | 15 de juny de 2015     | Nottingham, Regne Unit | Gespa      | Ana Konjuh        | 6−1, 4−6, 2−6 |
| Finalista  | 4.   | 25 de setembre de 2016 | Seül, Corea del Sud    | Dura       | Lara Arruabarrena | 0−6, 6−2, 0−6 |
| Guanyadora | 3.   | 22 d'octubre de 2016   | Luxemburg              | Dura (i)   | Petra Kvitová     | 6−4, 6−0      |
| Finalista  | 5.   | 15 de gener de 2017    | Hobart, Austràlia      | Dura       | Elise Mertens     | 3−6, 1−6      |

### Dobles femenins: 37 (12−25)
| Abans de 2009                             | 2009 − 2020             | Després de 2021 |
| ----------------------------------------- | ----------------------- | --------------- |
| Grand Slam (0−1)                          |                         |                 |
| WTA Tour Championships / WTA Finals (0−0) |                         |                 |
| Tier I (0−0)                              | Premier Mandatory (0−0) | WTA 1000 (0−0)  |
| Tier II (0−1)                             | Premier 5 (0−3)         | WTA 1000 (0−0)  |
| Tier III (0−0)                            | Premier (1−3)           | WTA 500 (2−2)   |
| Tier IV / V (0−0)                         | International (8−10)    | WTA 250 (1−5)   |

| Títols per superfície |
| --------------------- |
| Dura (10−18)          |
| Gespa (0−4)           |
| Terra batuda (2−3)    |

| Resultat   | Núm. | Data                   | Torneig                     | Superfície   | Parella             | Oponents                                | Marcador               |
| ---------- | ---- | ---------------------- | --------------------------- | ------------ | ------------------- | --------------------------------------- | ---------------------- |
| Finalista  | 1.   | 23 d'agost de 2008     | New Haven, Estats Units     | Dura         | Sorana Cîrstea      | Květa Peschke Lisa Raymond              | 6−4, 5−7, [7−10]       |
| Guanyadora | 1.   | 12 de juliol de 2009   | Budapest, Hongria           | Terra batuda | Alissa Kleibànova   | Alona Bondarenko Katerina Bondarenko    | 6−4, 7−6(5)            |
| Finalista  | 2.   | 2 d'agost de 2009      | Stanford, Estats Units      | Dura         | Chan Yung-jan       | Serena Williams Venus Williams          | 1−6, 4−6               |
| Finalista  | 3.   | 16 de gener de 2010    | Hobart, Austràlia           | Dura         | Chan Yung-jan       | Květa Peschke Chuang Chia-jung          | 6−3, 3−6, [7−10]       |
| Finalista  | 4.   | 18 de juliol de 2010   | Praga, República Txeca      | Terra batuda | Ágnes Szávay        | Timea Bacsinszky Tathiana Garbin        | 5−7, 6−7(4)            |
| Finalista  | 5.   | 24 de juliol de 2011   | Bakú, Azerbaidjan           | Dura         | Galina Voskoboeva   | Mariya Koryttseva Tatiana Poutchek      | 5−7, 6−7(4)            |
| Guanyadora | 2.   | 14 de gener de 2012    | Hobart                      | Dura         | Irina-Camelia Begu  | Chuang Chia-jung Marina Erakovic        | 6−7(4), 7−6(4), [10−5] |
| Finalista  | 6.   | 23 de setembre de 2012 | Canton, Xina                | Dura         | Jarmila Gajdošová   | Tamarine Tanasugarn Zhang Shuai         | 6−2, 2−6, [8−10]       |
| Finalista  | 7.   | 21 d'octubre de 2012   | Luxemburg, Luxemburg        | Dura (i)     | Irina-Camelia Begu  | Andrea Hlaváčková Lucie Hradecká        | 3−6, 4−6               |
| Finalista  | 8.   | 22 de juny de 2013     | Eastbourne, Regne Unit      | Gespa        | Klára Koukalová     | Nàdia Petrova Katarina Srebotnik        | 3−6, 3−6               |
| Guanyadora | 3.   | 5 de gener de 2014     | Shenzhen, Xina              | Dura         | Klára Koukalová     | Liudmila Kitxenok Nadia Kitxenok        | 6−3, 6−4               |
| Guanyadora | 4.   | 11 de gener de 2014    | Hobart (2)                  | Dura         | Klára Koukalová     | Lisa Raymond Zhang Shuai                | 6−2, 6−7(5), [10−8]    |
| Finalista  | 9.   | 13 d'abril de 2014     | Katowice, Polònia           | Dura (i)     | Klára Koukalová     | Yuliya Beygelzimer Olga Savchuk         | 4−6, 7−5, [7−10]       |
| Finalista  | 10.  | 17 de gener de 2015    | Hobart (2)                  | Dura         | Vitalia Diatchenko  | Kiki Bertens Johanna Larsson            | 5−7, 3−6               |
| Finalista  | 11.  | 3 d'octubre de 2015    | Wuhan, Xina                 | Dura         | Irina-Camelia Begu  | Martina Hingis Sania Mirza              | 2−6, 3−6               |
| Finalista  | 12.  | 25 d'octubre de 2015   | Moscou, Rússia              | Dura (i)     | Irina-Camelia Begu  | Dària Kassàtkina Ielena Vesninà         | 3−6, 7−6(7), [5−10]    |
| Guanyadora | 5.   | 9 de gener de 2016     | Shenzhen (2)                | Dura         | Vania King          | Xu Yifan Zheng Saisai                   | 6−1, 6−4               |
| Guanyadora | 6.   | 24 de juliol de 2016   | Washington DC, Estats Units | Dura         | Yanina Wickmayer    | Shuko Aoyama Risa Ozaki                 | 6−4, 6−3               |
| Finalista  | 13.  | 31 de juliol de 2016   | Mont-real, Canadà           | Dura         | Simona Halep        | Iekaterina Makàrova Ielena Vesninà      | 3−6, 6−7(5)            |
| Guanyadora | 7.   | 27 d'agost de 2016     | New Haven (2)               | Dura         | Sania Mirza         | Katerina Bondarenko Chuang Chia-jung    | 7−5, 6−4               |
| Finalista  | 14.  | 22 d'octubre de 2016   | Luxemburg                   | Dura (i)     | Patricia Maria Țig  | Kiki Bertens Johanna Larsson            | 6−4, 5−7, [9−11]       |
| Guanyadora | 8.   | 16 d'abril de 2017     | Biel/Bienne, Suïssa         | Dura (i)     | Hsieh Su-wei        | Timea Bacsinszky Martina Hingis         | 5−7, 6−3, [10−7]       |
| Finalista  | 15.  | 16 de juliol de 2017   | Wimbledon, Regne Unit       | Gespa        | Chan Hao-ching      | Iekaterina Makàrova Ielena Vesninà      | 0−6, 0−6               |
| Finalista  | 16.  | 20 d'agost de 2017     | Cincinnati, Estats Units    | Dura         | Hsieh Su-wei        | Chan Yung-jan Martina Hingis            | 6−4, 4−6, [7−10]       |
| Guanyadora | 9.   | 3 de febrer de 2019    | Hua Hin, Tailàndia          | Dura         | Irina-Camelia Begu  | Anna Blinkova Wang Yafan                | 2−6, 6−1, [12−10]      |
| Finalista  | 17.  | 24 d'agost de 2019     | Bronx, Estats Units         | Dura         | Margarita Gasparyan | Darija Jurak M.J. Martínez Sánchez      | 5−7, 6−2, [7−10]       |
| Finalista  | 18.  | 16 d'agost de 2020     | Praga (2)                   | Terra batuda | Raluca Olaru        | Lucie Hradecká Kristýna Plíšková        | 2−6, 2−6               |
| Finalista  | 19.  | 5 de març de 2021      | Doha, Qatar                 | Dura         | Jeļena Ostapenko    | Nicole Melichar Demi Schuurs            | 2−6, 6−2, [8−10]       |
| Guanyadora | 10.  | 2 d'octubre de 2021    | Nursultan, Kazakhstan       | Dura         | Anna-Lena Friedsam  | Angelina Gabueva Anastasia Zakharova    | 6−2, 4−6, [10−5]       |
| Finalista  | 20.  | 20 de maig de 2022     | Rabat, Marroc               | Terra batuda | Alexandra Panova    | Eri Hozumi Makoto Ninomiya              | 7−6(7), 3−6, [8−10]    |
| Finalista  | 21.  | 12 de juny de 2022     | Nottingham, Regne Unit      | Gespa        | Caroline Dolehide   | Beatriz Haddad Maia Zhang Shuai         | 6−7(2), 3−6            |
| Finalista  | 22.  | 1 de juliol de 2023    | Bad Homburg, Alemanya       | Gespa        | Eri Hozumi          | Ingrid Gamarra Martins Lidziya Marozava | 0−6, 6−7(3)            |
| Finalista  | 23.  | 5 d'agost de 2023      | Washington DC               | Dura         | Alexa Guarachi      | Laura Siegemund Vera Zvonariova         | 4−6, 4−6               |
| Guanyadora | 11.  | 25 de maig de 2024     | Estrasburg, França          | Terra batuda | Cristina Bucșa      | Asia Muhammad Aldila Sutjiadi           | 3−6, 6−4, [10−6]       |
| Guanyadora | 12.  | 24 d'agost de 2024     | Monterrey, Mèxic            | Dura         | Guo Hanyu           | Giuliana Olmos Alexandra Panova         | 3−6, 6−3, [10−4]       |
| Finalista  | 24.  | 20 d'octubre de 2024   | Osaka, Japó                 | Dura         | Cristina Bucșa      | Ena Shibahara Laura Siegemund           | 6−3, 2−6, [2−10]       |
| Finalista  | 25.  | 11 de gener de 2025    | Hobart (3)                  | Dura         | Fanny Stollár       | Jiang Xinyu Wu Fang-hsien               | 1−6, 6−7(6)            |

## Trajectòria

### Individual
| Open d'Austràlia | A   | 1R   | 2R          | 1R          | 3R          | 3R    | 1R          | 3R          | 1R          | 2R    | 1R          | 1R          | 1R          | 1R          | Q1 | 0 / 13    | 8 – 13    |
| Roland Garros | A   | 1R   | 1R          | Q3          | 1R          | 1R    | 1R          | 2R          | 1R          | 1R    | 1R          | A           | A           | 1R          | Q3 | 0 / 10    | 1 – 10    |
| Wimbledon | A   | 2R   | 1R          | 2R          | 2R          | 1R    | 1R          | 1R          | 4R          | 2R    | 1R          | 1R          | 2R          | NC          | 1R | 0 / 13    | 8 – 13    |
| US Open | A   | 1R   | 1R          | 1R          | 4R          | 1R    | 1R          | 2R          | 2R          | 3R    | 3R          | 1R          | 1R          | A           |    | 0 / 11    | 9 – 11    |
| Jocs Olímpics | NC  | A    | No celebrat | No celebrat | No celebrat | A     | No celebrat | No celebrat | No celebrat | 2R    | No celebrat | No celebrat | No celebrat | No celebrat | A  | 0 / 1     | 1 – 0     |
| Total Victòries−Derrotes | 0–1 | 8–15 | 10–22       | 6–9         | 21–15       | 15-23 | 22–21       | 22–19       | 20–21       | 26–20 | 11–20       | 9–14        | 8–10        | 0–2         |    | 178 – 215 | 178 – 215 |
| Rànquing a final d'any | 179 | 47   | 101         | 83          | 30          | 58    | 60          | 47          | 39          | 39    | 100         | 78          | 116         | 144         |    |           |           |
| Llegenda: G: Guanyadora; F: Finalista; SF: Semifinalista; QF: Quarts de final; Q: Qualificació; A: Absent; RR: Round Robin; |     |      |             |             |             |       |             |             |             |       |             |             |             |             |    |           |           |

### Dobles femenins
| Torneig | 2007 | 2008  | 2009        | 2010        | 2011        | 2012  | 2013        | 2014        | 2015        | 2016  | 2017        | 2018        | 2019        | 2020        | 2021  | 2022 | 2023 | 2024 | Títols    | V – D     |
| --- | ---- | ----- | ----------- | ----------- | ----------- | ----- | ----------- | ----------- | ----------- | ----- | ----------- | ----------- | ----------- | ----------- | ----- | ---- | ---- | ---- | --------- | --------- |
| Open d'Austràlia | A    | A     | 2R          | 3R          | 2R          | QF    | 3R          | 2R          | 2R          | 1R    | 1R          | SF          | 3R          | 3R          | 1R    | A    | 3R   | 1R   | 0 / 15    | 21 – 15   |
| Roland Garros | A    | 2R    | 3R          | QF          | 3R          | 2R    | 3R          | 2R          | 1R          | A     | A           | A           | A           | 2R          | 3R    | 2R   | 1R   |      | 0 / 12    | 16 – 12   |
| Wimbledon | A    | 2R    | 3R          | 2R          | 2R          | 2R    | 1R          | 2R          | 2R          | 1R    | F           | 3R          | 3R          | NC          | 2R    | 1R   | 1R   |      | 0 / 15    | 18 – 15   |
| US Open | A    | 2R    | 3R          | 3R          | 1R          | 1R    | 1R          | 2R          | 2R          | 3R    | 3R          | 2R          | 1R          | A           | QF    | 1R   | 1R   |      | 0 / 15    | 15 – 15   |
| Jocs Olímpics | NC   | A     | No celebrat | No celebrat | No celebrat | A     | No celebrat | No celebrat | No celebrat | 1R    | No celebrat | No celebrat | No celebrat | No celebrat | 2R    | NC   | NC   |      | 0 / 2     | 1 – 2     |
| Total Victòries−Derrotes | 3−2  | 15−16 | 28−20       | 28−18       | 16−20       | 28−18 | 10−16       | 26−16       | 24−18       | 32−14 | 22−15       | 11−9        | 19−11       | 10−6        | 21−15 |      |      |      | 297 – 219 | 297 – 219 |
| Rànquing a final d'any | 131  | 35    | 30          | 30          | 50          | 27    | 70          | 38          | 33          | 19    | 23          | 48          | 47          | 53          | 39    |      |      |      |           |           |
| Llegenda: G: Guanyadora; F: Finalista; SF: Semifinalista; QF: Quarts de final; Q: Qualificació; A: Absent; RR: Round Robin; |      |       |             |             |             |       |             |             |             |       |             |             |             |             |       |      |      |      |           |           |